# ساندیکاچی
ساندیکاچی (انگلیسی: Sandykachi) یک روستا در ترکمنستان است که در جنوب این کشور جای دارد.